# Kaposszekcső
Kaposszekcső is een plaats (község) en gemeente in het Hongaarse comitaat Tolna. Kaposszekcső telt 1368 inwoners (2001).